# Liste der Kellergassen in Tulbing
Die Liste der Kellergassen in Tulbing führt die Kellergassen in der niederösterreichischen Gemeinde Tulbing an.
| Foto |                 | Kellergasse  | Standort                             | Beschreibung |
| ---- | --------------- | ------------ | ------------------------------------ | --- |
| BW   | Datei hochladen | An der Zeil  | KG: Katzelsdorf an der Zeil Standort | Die einseitige Einzelkellergasse liegt an einer Geländekante, ursprünglich am nördlichen Ortsrand, heute umgeben von neuem Siedlungsgebiet. Sie erstreckt sich über 100 Meter Länge und besteht aus zehn Gebäuden, davon drei traufständige Keller und vier in Schildmauerform. |
| BW   | Datei hochladen | Wienerstraße | KG: Katzelsdorf an der Zeil Standort | Beidseits der hier hohlwegartig verlaufenden Wienerstraße befinden sich auf einer Länge von etwa 100 m zumindest sechs Keller, überwiegend in Schildmauerform. |

| Foto:                    | Fotografie der Kellergasse (Gesamtheit). Klicken des Fotos erzeugt eine vergrößerte Ansicht. Daneben finden sich zwei Symbole: \| Weitere Bilder vorhanden \| Das Symbol bedeutet, dass weitere Fotos des Objekts verfügbar sind. Durch Klicken des Symbols werden sie angezeigt. \| \| Eigenes Foto hochladen \| Durch Klicken des Symbols können weitere Fotos des Objekts in das Medienarchiv Wikimedia Commons hochgeladen werden. \| |
| Name:                    | Bezeichnung der Kellergasse |
| Standort:                | Es ist die Katastralgemeinde (KG) angegeben. Durch Aufruf des Links Standort wird die Lage der Kellergasse in verschiedenen Kartenprojekten angezeigt. |
| Beschreibung             | Kurze Beschreibung der Kellergasse |
| Weitere Bilder vorhanden | Das Symbol bedeutet, dass weitere Fotos des Objekts verfügbar sind. Durch Klicken des Symbols werden sie angezeigt. |
| Eigenes Foto hochladen   | Durch Klicken des Symbols können weitere Fotos des Objekts in das Medienarchiv Wikimedia Commons hochgeladen werden. |